# Dan Collins
Dan Collins (né le 26 février 1987 à Syracuse, dans l'État de New York aux États-Unis) est un joueur professionnel de hockey sur glace.

## Statistiques
| Saison    | Équipe                   | Ligue |    | Saison régulière | Saison régulière | Saison régulière | Saison régulière | Saison régulière |   | Séries éliminatoires | Séries éliminatoires | Séries éliminatoires | Séries éliminatoires | Séries éliminatoires |
| Saison    | Équipe                   | Ligue | PJ | B                | A                | Pts              | Pun              | PJ               | B | A                    | Pts                  | Pun                  |                      |                      |
| 2002-2003 | Crunch de Syracuse jr.   | OPJHL | 35 | 14               | 12               | 26               | 58               | -                | - | -                    | -                    | -                    |                      |                      |
| 2003-2004 | Whalers de Plymouth      | LHO   | 59 | 9                | 13               | 22               | 30               | 9                | 0 | 1                    | 1                    | 0                    |                      |                      |
| 2004-2005 | Whalers de Plymouth      | LHO   | 68 | 25               | 21               | 46               | 60               | 4                | 0 | 0                    | 0                    | 6                    |                      |                      |
| 2005-2006 | Whalers de Plymouth      | LHO   | 44 | 26               | 23               | 49               | 56               | 4                | 3 | 2                    | 5                    | 2                    |                      |                      |
| 2006-2007 | Whalers de Plymouth      | LHO   | 66 | 26               | 42               | 68               | 87               | 20               | 9 | 11                   | 20                   | 30                   |                      |                      |
| 2007-2008 | Americans de Rochester   | LAH   | 35 | 5                | 6                | 11               | 21               | -                | - | -                    | -                    | -                    |                      |                      |
| 2007-2008 | Everblades de la Floride | ECHL  | 28 | 4                | 14               | 18               | 34               | -                | - | -                    | -                    | -                    |                      |                      |
| 2008-2009 | Americans de Rochester   | LAH   | 56 | 5                | 2                | 7                | 25               | -                | - | -                    | -                    | -                    |                      |                      |
| 2009-2010 | Americans de Rochester   | LAH   | 1  | 0                | 0                | 0                | 2                | -                | - | -                    | -                    | -                    |                      |                      |
| 2009-2010 | Chiefs de Johnstown      | ECHL  | 44 | 12               | 20               | 32               | 48               | -                | - | -                    | -                    | -                    |                      |                      |

### En équipe nationale
| Année | Équipe         | Compétition                  |   | PJ | B | A | Pts | Pun           |  | Résultat |
| 2005  | États-Unis U18 | Championnat du monde -18 ans | 6 | 2  | 1 | 3 | 4   | Médaille d'or |  |          |

## Trophées et distinstions

### Ligue de hockey de l'Ontario
- Il remporte la coupe J.-Ross-Robertson avec les Whalers de Plymouth en 2006-2007.